# Marco Histórico Nacional na Flórida

Localização da Flórida nos Estados Unidos.

A lista de Marco Histórico Nacional na Flórida contem os marcos designados pelo Governo Federal dos Estados Unidos para o estado norte-americano da Flórida.
Existem 43 Marcos Históricos Nacional (NHLs) na Flórida. Eles estão distribuídos em 22 dos 67 condados do estado. Os primeiros marcos da Flórida foram designados em 9 de outubro de 1960 e o mais recente em 2 de março de 2012.

## Listagem atual
Legenda:
| NRHP | Registro Nacional de Lugares Históricos |
| NHL  | Marco Histórico Nacional                |
| NHLD | Distrito Histórico Nacional             |
| HD   | Distrito Histórico                      |
| NHS  | Local Histórico Nacional                |
| NMEM | Memorial Nacional dos EUA               |
| NMON | Monumento Nacional dos EUA              |
| NHP  | Parque Histórico Nacional dos EUA       |
| NMP  | Parque Nacional Militar dos EUA         |

| [ 2 ] | Nome                                                      | Imagem | Inclusão                          | Localidade e coordenadas | Condado      | NHLS                                      | Observações |
| ----- | --------------------------------------------------------- | ------ | --------------------------------- | --- | ------------ | ----------------------------------------- | --- |
| 1     | Mary McLeod Bethune Home                                  |        | 2 de dezembro de 1974 (50 anos)   | Campus da Bethune-Cookman College, Daytona Beach 29° 12′ 44″ N, 81° 01′ 55″ O                                                                                     | Volusia      | 74000655                                  | |
| 2     | Jardins da Torre Bok (Santuário Histórico Bok)            |        | 19 de abril de 1993 (31 anos)     | 3 milhas ao norte de Lake Wales 27° 56′ 07″ N, 81° 34′ 39″ O | Polk         | 72000350                                  | |
| 3     | Forte Britânico                                           |        | 15 de maio de 1975 (49 anos)      | 6 milhas a sudoeste de Sumatra 29° 56′ 00″ N, 85° 01′ 00″ O | Franklin     | 72000318                                  | Registrado no NRHP como Memorial Histórico Forte Gadsden.                                                           |
| 4     | Estação da Força Aérea de Cabo Canaveral                  |        | 16 de abril de 1984 (40 anos)     | Plataformas de lançamento 5, 6, 13, 14, 19, 26, 34 e Centro de Controle de Missão, nas proximidades de Cocoa 28° 29′ 20″ N, 80° 34′ 40″ O                         | Brevard      | 84003872                                  | |
| 5     | Catedral de St. Augustine                                 |        | 15 de abril de 1970 (54 anos)     | Cathedral St. entre Charlotte e St. George Sts., Saint Augustine 29° 53′ 34″ N, 81° 18′ 45″ O                                                                     | St. Johns    | 70000844                                  | |
| 6     | Crystal River Site                                        |        | 21 de junho de 1990 (34 anos)     | 2 milhas a noroeste do Rio Crystal na U.S. 19-98, nas proximidades de Crystal River 28° 55′ 01″ N, 82° 36′ 33″ O                                                  | Citrus       | 70000178                                  | Registrado no NRHP como Crystal River Indian Mounds.                                                                |
| 7     | Dade Battlefield                                          |        | 7 de novembro de 1973 (51 anos)   | 1 milha a oeste de Bushnell fora da U.S. 301 28° 39′ 08″ N, 82° 07′ 36″ O                                                                                         | Sumter       | 72000353                                  | Registrado no NRHP como Memorial Histórico Dade Battlefield.                                                        |
| 8     | El Centro Español de Tampa                                |        | 3 de junho de 1988 (36 anos)      | 1526–1536 E. Seventh Ave., Tampa 27° 57′ 37″ N, 82° 26′ 32″ O | Hillsborough | 88001823                                  | |
| 9     | Ferdinand Magellan - U.S. Car No. 1                       |        | 4 de fevereiro de 1985 (40 anos)  | 12450 Southwest 152nd Street (MetroZoo), Miami 25° 37′ 03″ N, 80° 24′ 00″ O                                                                                       | Miami-Dade   | 77000401                                  | |
| 10    | Distrito Histórico de Florida Southern College            |        | 2 de março de 2012 (12 anos)      | McDonald e Johnson Aves., Lakeland 28° 01′ 50″ N, 81° 56′ 54″ O                                                                                                   | Polk         | 75000568                                  | Conhecido também como Child of the Sun. Registrado no NRHP como Distrito Arquitetônico de Florida Southern College. |
| 11    | Fort King Site                                            |        | 24 de fevereiro de 2004 (21 anos) | Endereço restrito nas proximidades de Ocala 29° 11′ 20″ N, 82° 04′ 56″ O                                                                                          | Marion       | 04000320                                  | |
| 12    | Fort Mose Site                                            |        | 12 de outubro de 1994 (30 anos)   | Endereço restrito nas proximidades de Saint Augustine 29° 55′ 40″ N, 81° 19′ 31″ O                                                                                | St. Johns    | 94001645                                  | Registrado no NRHP como Fort Mose Site, Second.                                                                     |
| 13    | Forte San Carlos De Barrancas                             |        | 9 de outubro de 1960 (64 anos)    | Estação Aérea Naval de Pensacola, Pensacola 30° 20′ 52″ N, 87° 17′ 51″ O                                                                                          | Escambia     | 66000263                                  | Registrado no NRHP como Distrito Histórico de Fort Barrancas. Faz parte do Gulf Islands National Seashore.          |
| 14    | Forte San Marcos de Apalache                              |        | 13 de novembro de 1966 (58 anos)  | 18 milhas ao sul de Tallahassee, St. Marks 30° 09′ 18″ N, 84° 12′ 40″ O                                                                                           | Wakulla      | 66000271                                  | |
| 15    | Forte Walton Mound                                        |        | 19 de julho de 1964 (60 anos)     | Endereço restrito nas proximidades de Fort Walton Beach 30° 24′ 16″ N, 86° 36′ 26″ O                                                                              | Okaloosa     | 66000268                                  | |
| 16    | Forte Zachary Taylor                                      |        | 31 de maio de 1973 (51 anos)      | Estação Naval dos Estados Unidos, Key West 24° 32′ 52″ N, 81° 48′ 35″ O                                                                                           | Monroe       | 71000244                                  | |
| 17    | Freedom Tower                                             |        | 6 de outubro de 2008 (16 anos)    | 600 Biscayne Blvd, Miami 25° 46′ 48″ N, 80° 11′ 23″ O | Miami-Dade   | 79000665                                  | |
| 18    | Casa González-Alvarez                                     |        | 15 de abril de 1970 (54 anos)     | 14 St. Francis St., Saint Augustine 29° 53′ 17″ N, 81° 18′ 36″ O                                                                                                  | St. Johns    | 70000845                                  | |
| 19    | GOVERNOR STONE (Escuna)                                   |        | 4 de dezembro de 1992 (32 anos)   | Fort Walton Beach 30° 24′ 15″ N, 86° 37′ 02″ O | Okaloosa     | 91002063                                  | |
| 20    | Ernest Hemingway House                                    |        | 24 de novembro de 1968 (56 anos)  | 907 Whitehead St., Key West 24° 33′ 04″ N, 81° 48′ 03″ O | Monroe       | 68000023                                  | |
| 21    | Hotel Pónce de Leon                                       |        | 17 de fevereiro de 2006 (19 anos) | 74 King St., delimitado pela King, Valencia, Sevilla e Cordova Sts., Saint Augustine 29° 53′ 32″ N, 81° 18′ 54″ O                                                 | St. Johns    | 75002067                                  | Parte do Distrito Histórico de St. Augustine.                                                                       |
| 22    | Zora Neale Hurston House                                  |        | 4 de dezembro de 1991 (33 anos)   | 1734 School Ct., Fort Pierce 27° 27′ 39″ N, 80° 20′ 31″ O | St. Lucie    | 91002047                                  | |
| 23    | INGHAM, USCGC                                             |        | 27 de abril de 1992 (32 anos)     | Cais leste em Truman Waterfront (no final da Southard St.), Key West 24° 33′ 08″ N, 81° 48′ 28″ O                                                                 | Monroe       | 92001879                                  | Movido de Mount Pleasant, SC.                                                                                       |
| 24    | Llambias House                                            |        | 15 de abril de 1970 (54 anos)     | 31 St. Francis St., Saint Augustine 29° 53′ 15″ N, 81° 18′ 39″ O                                                                                                  | St. Johns    | 70000846                                  | |
| 25    | MAPLE LEAF (navio de passageiros) (Destroços)             |        | 12 de outubro de 1994 (30 anos)   | Endereço restrito nas proximidades de Mandarin, Jacksonville 30° 09′ 30″ N, 81° 41′ 12″ O                                                                         | Duval        | 94001650                                  | Registrado no NRHP como MAPLE LEAF (Shipwreck Site).                                                                |
| 26    | Mar-A-Lago                                                |        | 23 de dezembro de 1980 (44 anos)  | 1100 S. Ocean Blvd., Palm Beach 26° 40′ 40″ N, 80° 02′ 10″ O | Palm Beach   | 80000961                                  | |
| 27    | Miami-Biltmore Hotel & Country Club                       |        | 19 de junho de 1996 (28 anos)     | 1210 Anastasia Ave., Coral Gables 25° 44′ 28″ N, 80° 16′ 45″ O | Miami-Dade   | 72000306                                  | |
| 28    | The Miami Circle at Brickell Point Site                   |        | 16 de janeiro de 2009 (16 anos)   | 401 Brickell Ave., Miami 25° 46′ 10″ N, 80° 11′ 20″ O | Miami-Dade   | 01001534                                  | |
| 29    | Canal do Lago Mud                                         |        | 20 de setembro de 2006 (18 anos)  | Cabo Sable, Parque Nacional Everglades, nas proximidades de Flamingo 25° 10′ 26″ N, 80° 56′ 17″ O                                                                 | Miami-Dade   | 06000979                                  | Localiza-se no Parque Nacional Everglades.                                                                          |
| 30    | Okeechobee Battlefield                                    |        | 4 de julho de 1961 (63 anos)      | 4 milhas a sudeste de Okeechobee na U.S. 441 27° 12′ 04″ N, 80° 46′ 09″ O                                                                                         | Okeechobee   | 66000269                                  | |
| 31    | Refúgio Nacional da Vida Selvagem da Ilha de Pelicanos    |        | 23 de maio de 1963 (61 anos)      | Leste de Sebastian no Rio Indian 27° 48′ 36″ N, 80° 26′ 28″ O | Indian River | 66000265                                  | |
| 32    | Distrito Histórico da Estação Aérea Naval de Pensacola    |        | 8 de dezembro de 1976 (48 anos)   | Estação Aérea Naval de Pensacola, Pensacola 30° 20′ 52″ N, 87° 17′ 50″ O                                                                                          | Escambia     | 76000595                                  | |
| 33    | Plaza Ferdinand VII                                       |        | 9 de outubro de 1960 (64 anos)    | Palafox St. entre Government e Zaragossa Sts., Pensacola 30° 24′ 27″ N, 87° 12′ 50″ O                                                                             | Escambia     | 66000264                                  | |
| 34    | Ponce de Leon Inlet Light Station                         |        | 5 de agosto de 1998 (26 anos)     | 4931 S. Peninsula Dr., U.S. Coast Guard Reservation, Ponce de Leon Inlet 30° 24′ 27″ N, 87° 12′ 50″ O                                                             | Volusia      | 72000355                                  | |
| 35    | Marjorie Kinnan Rawlings House and Farm Yard              |        | 20 de setembro de 2006 (18 anos)  | 18700 South County Rd. 325, Cross Creek 29° 28′ 53″ N, 82° 09′ 37″ O                                                                                              | Alachua      | 70000176                                  | |
| 36    | Safety Harbor Site                                        |        | 19 de julho de 1964 (60 anos)     | 1 milha a nordeste de Safety Harbor no Philippe Park 28° 00′ 32″ N, 82° 40′ 39″ O                                                                                 | Pinellas     | 66000270                                  | |
| 37    | San Luis De Talimali (anteriormente San Luis de Apalache) |        | 9 de outubro de 1960 (64 anos)    | 2 milhas a oeste de Tallahassee 30° 26′ 57″ N, 84° 19′ 12″ O | Leon         | 66000266                                  | Conhecido como San Luis de Apalache até 2003. Documentação adicional gerada em 2004.                                |
| 38    | Distrito Histórico de St. Augustine Town Plan             |        | 15 de abril de 1970 (54 anos)     | Aproximadamente delimitado pela Grove Ave., o Rio Matanzas, e South e Washington Sts., Saint Augustine 29° 53′ 31″ N, 81° 18′ 51″ O                               | St. Johns    | 70000847                                  | |
| 39    | Tampa Bay Hotel                                           |        | 11 de maio de 1976 (48 anos)      | 401 W. Kennedy Blvd., Tampa 27° 56′ 44″ N, 82° 27′ 50″ O | Hillsborough | 72000322                                  | Conhecido atualmente como Museu Henry B. Plant.                                                                     |
| 40    | Vizcaya                                                   |        | 19 de abril de 1994 (30 anos)     | 3251 S. Miami Ave., Miami (original) Aproximadamente delimitado pela S. Dixie Hwy., SW 32nd Rd., e S. Miami Ave., Miami (incremento) 25° 44′ 37″ N, 80° 12′ 37″ O | Miami-Dade   | 70000181 (original) 78003193 (incremento) | Incremento da fronteira designado em 15 de novembro de 1978.                                                        |
| 41    | Whitehall (Henry M. Flagler House)                        |        | 16 de fevereiro de 2000 (25 anos) | Whitehall Way, Palm Beach 26° 42′ 51″ N, 80° 02′ 30″ O | Palm Beach   | 72000345                                  | |
| 42    | Sítio Arqueológico Windover                               |        | 28 de maio de 1987 (37 anos)      | Endereço restrito, nas proximidades de Titusville 28° 32′ 19″ N, 80° 50′ 36″ O                                                                                    | Brevard      | 87000810                                  | |
| 43    | Distrito Histórico de Ybor City                           |        | 14 de dezembro de 1990 (34 anos)  | Aproximadamente delimitado pela 6th Ave., 13th St., 10th Ave. e 22nd St., leste da Broadway entre 13th e 22nd Sts., Tampa 27° 57′ 41″ N, 82° 26′ 19″ O            | Hillsborough | 74000641                                  | |

## NHL elegível
Existe um marco designado elegível, mas a designação ainda não foi concluída.
|   | Nome                    | Imagem | Inclusão                                                    | Localidade e coordenadas                          | Condado    | NRIS     | Observações |
| - | ----------------------- | ------ | ----------------------------------------------------------- | ------------------------------------------------- | ---------- | -------- | ----------- |
| a | Hialeah Park Race Track |        | 12 de janeiro de 1988 (37 anos) (elegibilidade determinada) | E. 4th Ave., Hialeah 25° 50′ 46″ N, 80° 16′ 37″ O | Miami-Dade | 79000664 |             |

## Áreas históricas do NPS na Flórida
Locais históricos nacional, parques históricos nacional, alguns monumentos nacional e determinadas áreas listadas no Sistema Nacional de Parques são marcos históricos de importância nacional, geralmente já protegidos antes mesmo da criação do programa NHL em 1960.
Existem 6 dessas áreas na Flórida:
|   | Nome                                       | Imagem | Criação                           | Localidade e coordenadas                                                      | Condado   | NRIS     | Observações |
| - | ------------------------------------------ | ------ | --------------------------------- | ----------------------------------------------------------------------------- | --------- | -------- | ----------- |
| 1 | Monumento Nacional Castillo de San Marcos  |        | 15 de outubro de 1924 (100 anos)  | 1 Castillo Dr., Saint Augustine 29° 53′ 52″ N, 18° 41′ 51″ O                  | St. Johns | 66000062 |             |
| 2 | Memorial Nacional De Soto                  |        | 11 de março de 1948 (76 anos)     | 5 milhas a oeste de Bradenton 27° 31′ 26″ N, 82° 38′ 40″ O                    | Manatee   | 66000078 |             |
| 3 | Parque Nacional de Dry Tortugas            |        | 4 de janeiro de 1935 (90 anos)    | 70 milhas a oeste de Key West no Golfo do México 24° 37′ 43″ N, 82° 52′ 24″ O | Monroe    | 01000228 |             |
| 4 | Memorial Nacional Forte Caroline           |        | 16 de janeiro de 1953 (72 anos)   | 10 milhas a leste de Jacksonville 30° 23′ 13″ N, 81° 30′ 02″ O                | Duval     | 66000061 |             |
| 5 | Monumento Nacional Forte Matanzas          |        | 15 de outubro de 1924 (100 anos)  | 15 milhas ao sul de Saint Augustine 29° 42′ 55″ N, 81° 14′ 21″ O              | St. Johns | 66000098 |             |
| 6 | Preservação Histórica e Ecológica Timucuan |        | 16 de fevereiro de 1988 (37 anos) | 13165 Mt. Pleasant Rd., Jacksonville 30° 27′ 16″ N, 81° 27′ 00″ O             | Duval     | 01000283 |             |